# 明善寺合戦
明善寺合戦（みょうぜんじかっせん）は、1567年（永禄10年）に備前国上道郡沢田村（現：岡山県岡山市中区沢田）付近で戦われた戦い。明禅寺とも記される。
龍口城に入場した石川久智と、龍口城を包囲した宇喜多直家・松田元堅・伊賀久隆との間で戦われた合戦である。後の軍記物では、備中国を掌握し、さらに備前国制覇をも目論んでいた三村勢が総崩れとなったことから「明善寺崩れ」とも呼ばれる。

## 経緯

### 背景
永禄2年（1559年）、宇喜多直家は主君浦上宗景の命により、沼城城主である中山勝政を誅殺する。以後、沼城を預かるようになる。 
その頃、三村家親は同盟相手であった毛利元就と共に対尼子戦に参加していた。尼子の勢力を毛利氏と共に減退させ月山富田城を残すのみとなってきた頃から、毛利元就に暇乞いをし、備前国金川（現：岡山市北区御津金川）を攻略して備前攻略の足がかりを築こうと画策していた。

### 開戦前の地域情勢
元就の許しを得た三村家親は、備前国に侵攻し、岡山城および舟山城を攻め、金光宗高と須々木（豊前守）行連を降伏させ、両城を支配下においた。 
永禄8年（1565年）、三村氏は美作国に侵攻し、直家の娘婿である後藤勝元の守護する三星城を攻めたが、直家の加勢もあって城は落とせず撤兵する。

### 三村家親暗殺
永禄9年（1566年）2月、家親は再び美作国に侵攻するが、宇喜多直家の命を受けた遠藤又次郎、喜三郎の手により鉄砲で狙撃され絶命する。この事により三村軍は備中国への撤退を余儀なくされる。
当主を暗殺された三村家は元親が家督を継いだ。

## 明善寺城周辺にて

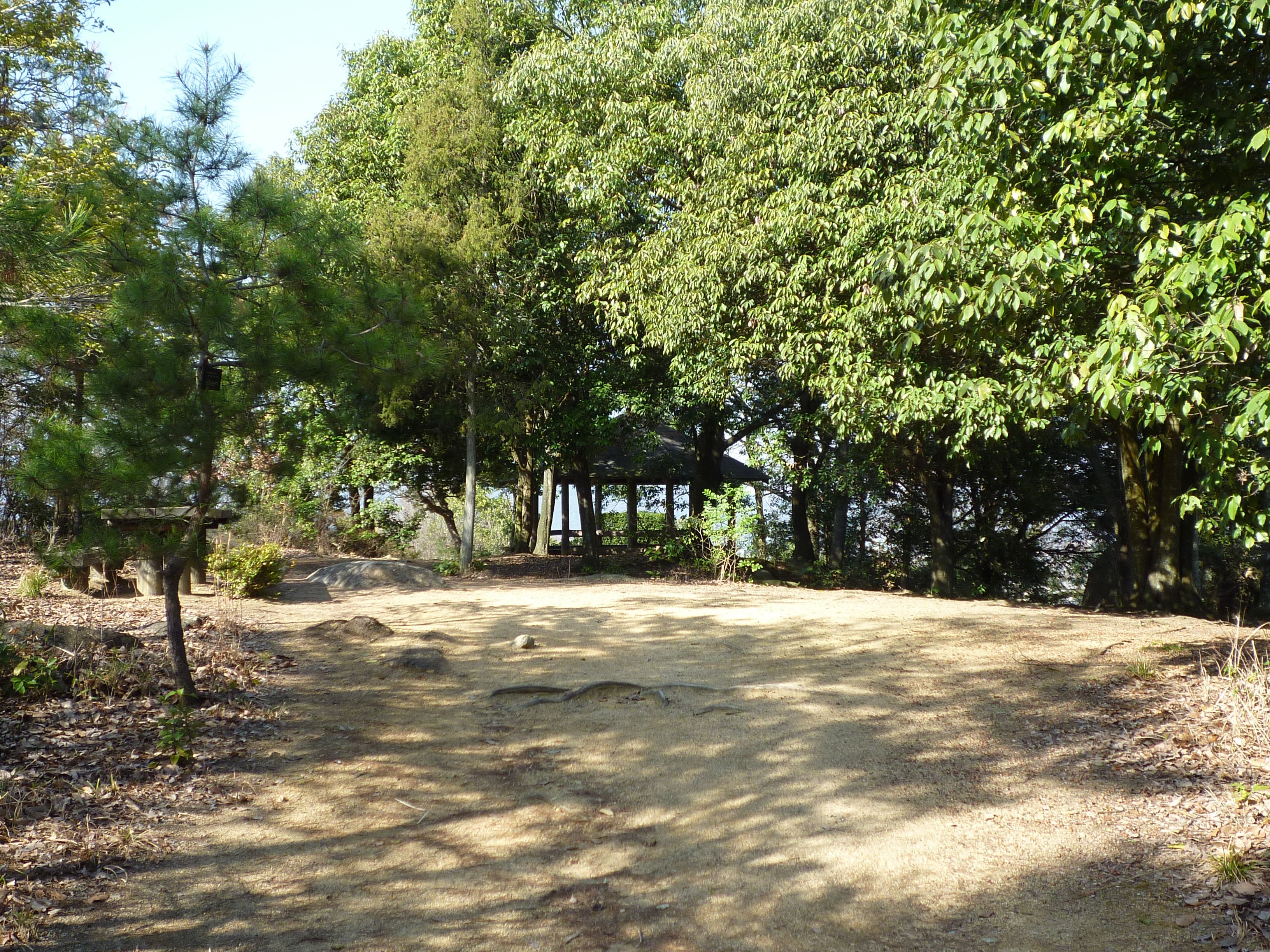
明善寺城跡

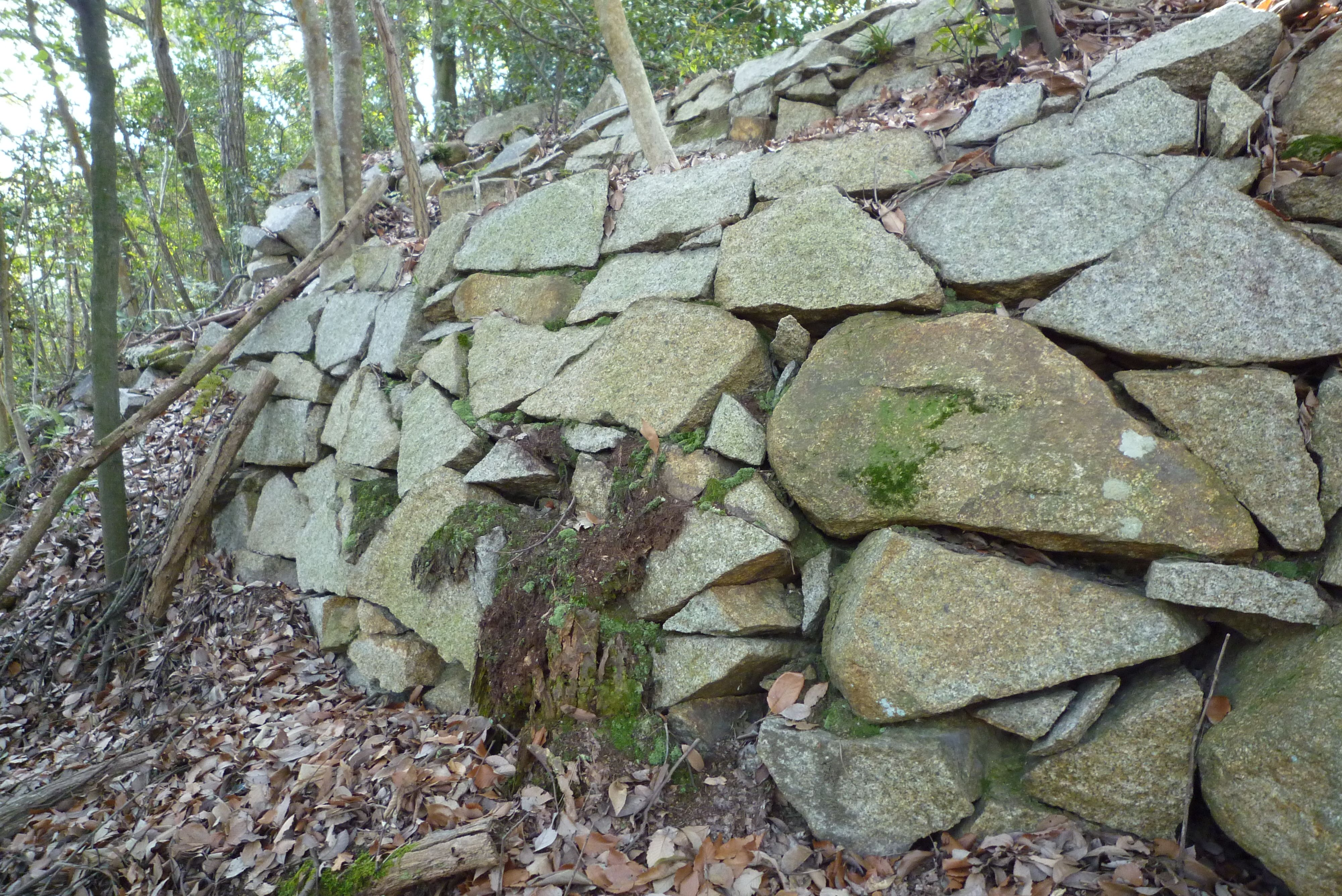
明善寺城跡に残る石垣

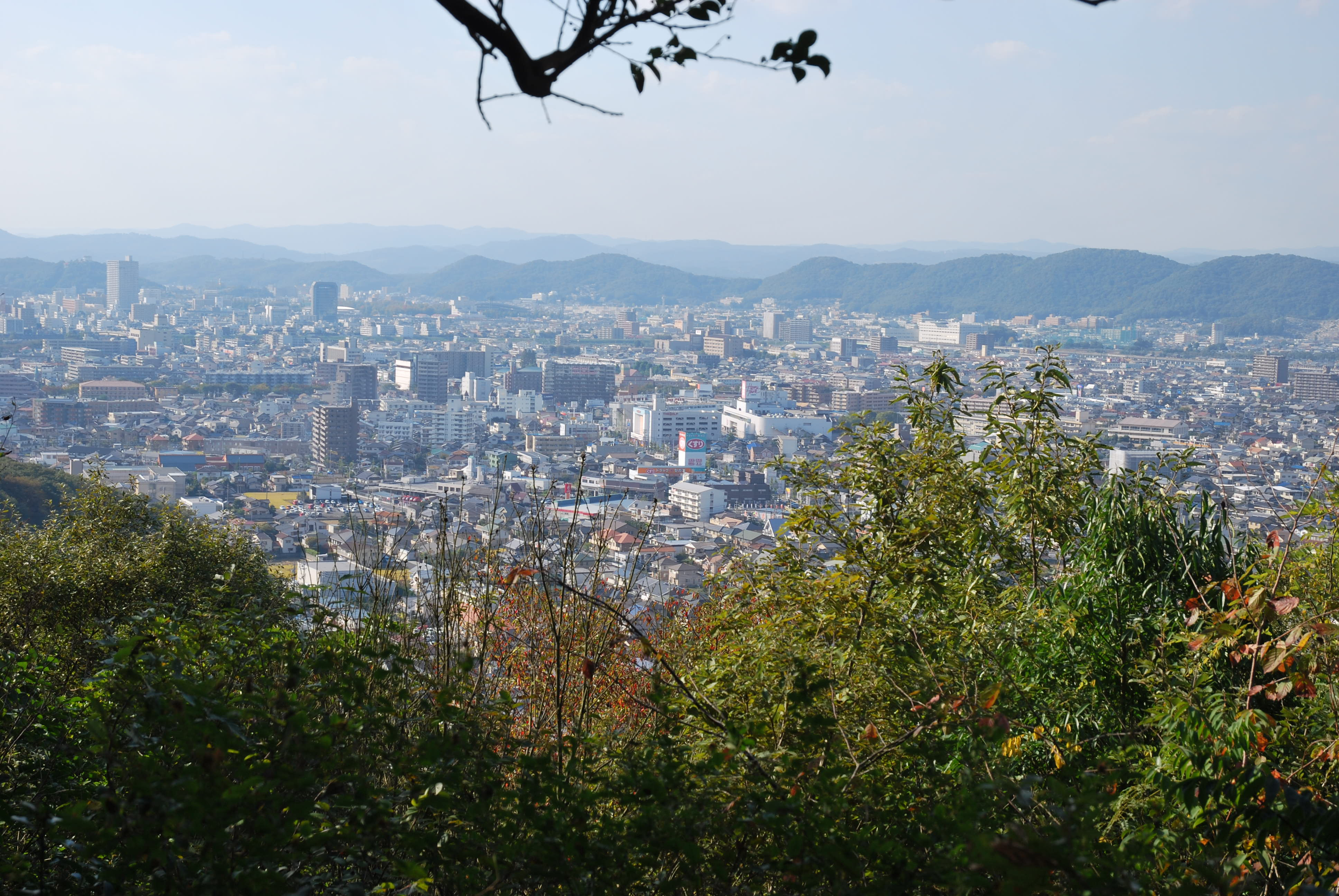
明善寺城跡から望む現在の岡山市街

### 前哨戦
永禄9年（1566年）、直家は備前国での支配領域拡大を図るために、備前国上道郡沢田村（現：岡山市中区沢田）にある明善寺山に城を築き、軍勢を駐屯させた。
永禄10年（1567年）7月、三村氏が明善寺城へ対して夜襲をかける。不意打ちされた宇喜多軍は50～60人の守備兵を討たれ、城から撤退する。これにより明善寺城は三村氏の手に落ちた。元親は、根矢与七郎と薬師寺弥七郎に守兵150人を預けて当城を守備させた。
明善寺城落城の報を受け直家は謀計を巡らせ、先の合戦で三村氏に降伏した岡山城主・金光宗高と中島城主・中島元行と舟山城主・須々木豊前守を寝返らせることに成功した。これにより明善寺城の三村軍は敵中に孤立する事となる。 
直家は降伏勧告の使者を明善寺城に送り無血開城を呼びかけるが、根矢、薬師寺らは各城主の寝返りを信じず、降伏勧告を拒否。備中本国に救援要請の使者を送る。
城方の動きを察した直家は、明善寺城を早期攻略して、救援に来る三村軍本隊を自領内に引き込み、殲滅する作戦を立案する。 まず、金光宗高に三村軍が後詰めにくるよう誘い出させるよう指示を出す。金光はこの指示を受け、石川久智に使者を出し、明善寺城と連携して宇喜多軍を挟撃する作戦を提案した。三村元親は、明善寺城からの報告も同様の内容であったため、出陣する決意をする。

### 開戦
三村元親率いる軍勢は、石川久智、植木秀長、庄元祐らの軍勢を加え、10,000余人を集結させて備前国に侵攻する。対する宇喜多直家は本拠の沼城を出発し、5,000余人の軍勢を5段構えに配置し、先鋒隊を明善寺城に侵攻させた。三村勢は辛川表（現：岡山市北区辛川）で備前衆の諸軍をも集結させて軍議を行い、先陣を庄元祐の7,000余人とし、金光宗高を案内人として南へ進行し、岡山城の南を大きく迂回して旭川を渡河し、明善寺城へ進出。中軍には石川久智の5,000余人とし、原尾島村（現：岡山市中区原尾島）に進出し、明善寺城を攻める宇喜多勢の背後を襲う。総大将の元親は、中島大炊を案内人として8,000余人を率い、釣の渡し（現：岡山市北区三野）から旭川を渡河し、四御神村（現：岡山市中区四御神）を経由して、沼城を急襲する。 
三村勢の動きを聞いた直家は、直ちに城を攻め落とすよう下知を発し、明善寺城に大攻勢をかけ、瞬く間に落城させてしまった。

### 三村軍先鋒隊の敗走
明善寺城の兵と挟撃するつもりでいた三村勢だが、直家の速攻により作戦が頓挫してしまう。そればかりか、三棹山（操山）付近まで進軍していた先鋒隊の庄元祐に、三棹山の山頂に布陣していた宇喜多勢の先鋒隊の明石行雄、戸川秀安、長船貞親、宇喜多忠家らの諸隊が火縄銃による攻撃を加えたため、庄軍は大混乱に陥りたちまち退却を始めた。
混乱の最中、庄元祐は50人程の旗本を指揮して踏みとどまり、討死覚悟で延原土佐守の軍勢に攻めかかった。一時、延原隊は浮き足立ったが、宇喜多忠家隊が庄の軍勢を側面から挟撃した。庄元祐は宇喜多の旗印を見て再度突撃を敢行するが劣勢となってやむなく退却、その途中に宇喜多方の能勢頼吉に討取られたとされる。しかし、庄元祐がこの戦いの後は毛利氏配下となって九州などで活躍したという文献も残っているため、宇喜多方の虚報ないし誤報であったと考えられる。

### 三村軍中軍の敗走
中軍を指揮していた石川久智は明善寺城落城と先鋒隊の敗走を知り、当初の作戦を変更せざるを得なくなり、老侍・中島加賀守を呼び軍議を始めた。中島加賀は旭川西岸に布陣し、川を渡河してくる宇喜多勢を迎え討つ作戦を具申、石川久智もその案に賛成したが、他の老臣達は従わず、個々に勝手な軍議を開いていた。 
石川久智が作戦決定に手間取っている間に、宇喜多本隊の河本氏、対馬氏、花房職秀らの隊が3方面に分かれて攻め寄せた。久智はやむなく原尾島村中道にて備えを固め防戦することにした。
宇喜多勢本隊は石川勢先陣に鉄砲を撃ちかけつつ突撃し、河本、花房両隊は石川勢の左右に兵を展開し、頃合を見計らって石川勢を両側面から挟撃した。石川勢は3方向から攻撃を受け混乱し、軍勢を立直す間もなく中島城に向かって敗走を始めた。この時、中島加賀守をはじめ数多くの将兵が討取られた。 
宇喜多勢は八幡村（現：岡山市中区八幡）付近まで追撃したが、石川勢はこの地で軍勢を立直し反撃を試みた。勝ちに乗じて攻め立てていた宇喜多勢は手痛い損害を被り、逆に敗走を始めた。先の戦闘で甚大な損害を被っていたため、久智は追撃を断念し撤退した。

### 三村軍本隊 対 宇喜多軍本隊

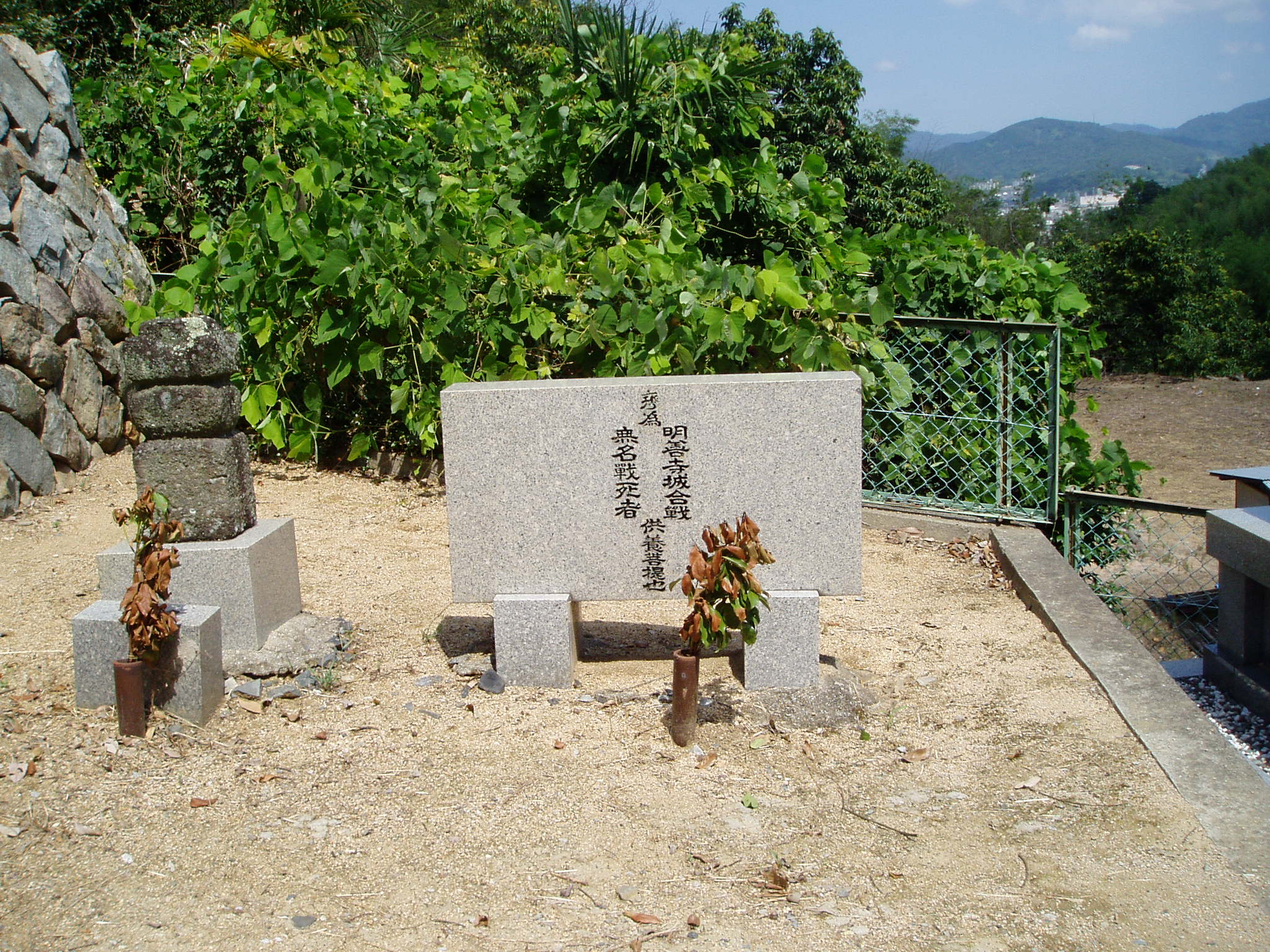
明善寺合戦無名戦死者供養碑

三村元親は四御神村付近を通過中、明善寺城から火の手が上がるのを見て早くも落城したかと落胆した。そこへ先鋒中軍共に敗走したとの報が入り全軍が騒然となる。
三村勢の大半は、旧来の戦国大名同様に元親の呼びかけで集まった各地の豪族集団に過ぎなかったため、敗戦が濃厚となったと見ると後陣から撤退を始め出した。しかし、この辺りは至る所に小川があるため足場が悪く、川に落ちる人馬が多数出て大混乱となった。 
この混乱の最中にも統制を保っていた三村家旗本衆は、先の当主の仇、宇喜多直家と一戦すべく軍勢を南へ向けた。この動きを知った直家も、一旦退き休息させていた将兵を小丸山から降ろし、明石景親、岡家利を前衛として布陣した。 
元親は宇喜多の旗印を見るや弔い合戦と息巻いて攻めかかった。小勢の明石、岡両隊は瞬く間に斬り崩されたが、後陣に控えていた戸川、長船、宇喜多、延原の諸軍が三村勢に両側面から攻撃を加えた。
復讐に燃える三村勢も、3方向から攻撃を受けては持ち堪えられず、混乱状態に陥り総崩れとなった。討死を覚悟した三村元親は、宇喜多勢に対し最後の突撃を敢行しようとするが、諸将に諌められ撤退した。三村勢よりも兵力が少なかった宇喜多氏は追撃はしなかった。

## 合戦後の情勢
この合戦で、宇喜多氏は、最大の対抗勢力であった三村氏を備前国西域から撃退し、鉄砲鍛冶場として有数の福岡（現：岡山県瀬戸内市長船町福岡）の地を握ったことにより、浦上家中におけるさらなる発言力と独立性を確保した。この後、宇喜多氏は、浦上氏の被官の身でありながら戦国大名としての地位を備前に確立していくこととなる。